# Juvincourt flyveplads
Juvincourt flyveplads er en nedlagt militær flyveplads, som ligger nær Juvincourt-et-Damary i departementet Aisne i det nordlige Frankrig.
Flyvepladsen blev oprindeligt anlagt som en græsbane af det franske luftvåben inden 2. verdenskrig. Juvincourt blev udvidet til at være en af de største tyske flybaser i Frankrig under den tyske besættelse (1940–1944) og den husede en bred vifte af både jager- og bombefly, herunder tyske jetjagere og jetbombefly. Efter at være blevet erobret af de Allierede i september 1944 blev flyvepladsen en stor base for jagere, transport- og bombefly fra United States Army Air Forces under resten af krigen i Europa (1944–1945).
I dag er flyvepladsen et stille sted, hvor der udkæmpes paintball-kampe og hvor der ligger et Robert Bosch GmbH bilafprøvningscenter og bane. Omfattende efterladenskaber fra krigen kan ses i området foruden den tidligere flyveplads.

## Historie

### 1. verdenskrig
Juvincourt flyveplads har sin oprindelse tilbage til omkring 1917 som en græsbane anlagt af den franske hærs flystyrker som en frontflyveplads på Vestfronten. Fra november 1918 blev "Julvécourt aérodrome" stillet til rådighed for American Expeditionary Force (AEF) flystyrker i Frankrig. 1. Aero Squadron, Photographic Section No. 1 og 12. Aero Squadron rykkede alle ind i starten af november og blev der til krigen sluttede den 11. november. Senere rømmede amerikanerne pladsen ved månedens slutning.
Efter krigens slutning blev flyvepladsen lukket og jorden givet tilbage til landmændene. Den præcise placering af Julvécourt flyveplads er ikke blevet fastslået udover at den lå i nærheden af Juvincourt-et-Damary.

### Mellemkrigsårene
En ny militærflyveplads blev anlagt ved Juvincourt i 1938-39. Den bestod af en græslandingsbane med tre små hjælpelandingsbaner tilknyttet:
- Amifontaine 49°49′54″N 003°57′08″Ø / 49.83167°N 3.95222°Ø
- Guignicourt 49°26′49″N 003°56′08″Ø / 49.44694°N 3.93556°Ø
- Proviseux 49°28′57″N 004°01′59″Ø / 49.48250°N 4.03306°Ø

Det ser ud til, at det franske luftvåben anså Juvincourt for at være en forstærkningsflyveplads og ikke stationerede fly på stedet. Efter udbruddet af 2. verdenskrig i september 1939, sendte Royal Air Force 16 Fairey Battles fra 76 Wing, 142 Squadron til Proviseux (Berry-au-Bac), mellem den 2. og 12. september 1939. De britiske fly kom imidlertid ikke i kamp under Spøgelseskrigen, og blev den 12. september flyttet til Plivot.

### Luftwaffe
Flyvepladsen blev erobret af tyskerne i juni 1940 under slaget om Frankrig, og blev udbygget af Luftwaffe til den største tyske militære flyveplads i Frankrig under besættelsen med mere end 300 fly udstationeret.
Under Luftwaffes kontrol blev flyvepladsen stærkt udvidet med et omfattende byggeprogram. Tre betonlandingsbaner i kompasretninger 17/35 (170°/350°) på 1.610 m; 09/27 på 1.600 m og 05/23 1.980 m blev bygget så flyvepladsen kunne anvendes i al slags vejr. Rundt om blev anlagt en rullebane (taxibane) som forbandt enderne på landingsbanerne og skabte forbindelse til flyvepladsens bygninger. Et stort kontroltårn af beton blev opført, 49°25′32.87″N 003°52′11.32″Ø / 49.4257972°N 3.8698111°Ø og en omfattende støttebase blev bygget mod sydvest 49°25′25″N 003°51′36″Ø / 49.42361°N 3.86000°Ø i et skovområde med betonbygninger, barakker, værksteder og beskyttelsesrum, jorddækkede betonhangarer og en række rullebaner, som forbandt støtte- og vedligeholdelsesfaciliteterne med flyvepladsen. Et jernbanespor blev bygget med forbindelse til den nordlige hovedlinje til transport af forsyninger og udstyr foruden demonterede fly og ammunition til basen. I forbindelse med basen blev der bygget barakker i Juvincourt-et-Damary nordøst for og adskilt fra flyvepladsen.
Det vides at følgende tyske kampenheder (alle fra Luftflotte 3, Fliegerkorps I) var på basen:
- KG 77 (Kampfgeschwader, bombefly) med Stab, I. og II. Gruppe marts-juni 1941, Junkers Ju 88A (stelnummer: 3Z+)
- KG 2 med IV. Gruppe 13. juni 1941 - januar 1942, Dornier Do 17Z og Dornier Do 217 (stelnummer: U5+)
- KG 54 med I. Gruppe 6. juni - 27. juli 1944, Junkers Ju 88 (stelnummer: B3+)
- KG 51 med I. Gruppe 27. - 28. august 1944, Messerschmitt Me 262A2A-1 (stelnummer: 9K+) (15 fly)
- Einsatzkommando Schenck fra 22. - 28. august 1944, Messerschmitt Me 262A2A-1
- Luftbeobachtungsstaffel 4 (rekognosceringsfly), dannet 1. maj 1944 var stationeret på basen indtil juni 1944, Messerschmitt Bf 110 og Junkers Ju 88
- JG 11 (Jagdgeschwader, jagere) med II. Gruppe 16. - 17. august 1944, Messerschmitt Bf 109G (stelnummer: 6+)
- NJG 4 (Nachtjagdgeschwader, natjagere) med III. Gruppe fra september 1942 i august 1944, Messerschmitt Bf 110, Dornier Do 217 og Junkers Ju 88 (stelnummer: MK)

I august 1944 ankom der et Arado Ar 234A jetfly til flyvepladsen fra Sonderkommando Götz for at udføre rekognosceringsflyvninger over den allierede skibsfart ved landgangsstrandene i Normandiet. Flyvningen den 2. august var den første fotorekognoscering, der blev gennemført med et jetfly. To Ar 234 fortsatte med at flyve missioner fra Juvincourt indtil den 26. august. En af piloterne, Erich Sommer, havde opdaget et medlem af den franske modstandsbevægelse ved flyvepladsen med et kamera. Snart efter angreb RAF flyvepladsen. De to Ar 234 forblev ubeskadigede, men den 28. august forlod de Juvincourt til fordel for Belgien.
Juvincourt var ofte mål for allierede bombeangreb i 1943-1944. Arkiverne for det amerikanske 8. luftvåben viser, at tunge B-17 Flying Fortress bombefly angreb flyvepladsen i oktober 1943 og januar 1944. Den blev også rutinemæssigt angrebet af 9. luftvåbens B-26 Marauder bombefly. Disse angreb i koordinerede angreb, som regel hen på eftermiddagen, når 8. luftvåbens tunge bombefly var på vej tilbage fra angreb på mål i Tyskland. Angrebene var tilrettelagt således, at de havde størst mulig effekt i at holde de tyske jagere på jorden, så de ikke kunne angribe de tunge jagerfly. Også P-47 Thunderbolt jagerbombere fra 9. luftvåben blev sendt afsted for at gennemføre angreb på Juvincourt efter angrebene fra Marauderne. De mødtes med de tunge bombefly for at give dem jagerbeskyttelse tilbage til England. Da P-51 Mustang-eskadriller fra 8. luftvåben begyndte at ledsage de tunge bombefly hele vejen frem og tilbage i midten af 1944, var det rutine for dem også at angribe Juvincourt på tilbagevejen med en overflyvning, hvor de angreb ethvert muligt mål på flyvepladsen.

### Allieret brug
Flyvepladsen blev erobret fra tyskerne af allierede landstyrker den 5. september 1944. Inden tyskerne opgav basen, sprængte de alle de bygninger, som ikke allerede var ødelagt under allierede luftangreb. Da basen var kommet på amerikanske hænder blev den repareret af ingeniørtropper fra 9. ingeniørkommandos 820. Engineer Aviation Regiment og den blev erklæret klar til operativ anvendelse den 7. september, kun få dage efter at den var blevet erobret. Flyvepladsen fik betegnelsen Juvincourt Airfield (A-68).
Selv om den kunne anvendes var Juvincourt stærkt ødelagt efter de talrige allierede luftangreb siden 1942 og tyskernes sprængninger. Amerikanerne nøjedes med den del af basen, som var nærmest på byen Juvincourt 49°26′36″N 003°53′09″Ø / 49.44333°N 3.88583°Ø, og reparerede 35/17 NV/SØ landingsbanen. Hovedparten af personellet blev indkvarteret i gamle tyske og franske militærbarakker i byen. Besætninger og jordpersonel satte stor pris på barakkerne, da de havde været vant til at bo i telte siden deres afrejse fra England i juni. De barakker som ikke var lavet af jernbeton var ødelagt, men nogle af sidstnævnte var også ødelagt af 500 punds-bomberne fra Maraudere og flyvende fæstninger. Mange bygninger af mursten var gjort ubrugelige og deres indre lå i ruiner.
Under amerikansk kontrol benyttede 9. luftvåben basen til adskillige enheder fra 7. september indtil basen blev lukket i juli 1945. Følgende enheder vides at have været stationeret på Juvincourt:
- 439. troppetransportgruppe, 8. - 28. september 1944 (C-47 Skytrain)
- 404. jagergruppe, 13. september - 4. oktober 1944 (P-47 Thunderbolt)
- 365. jagergruppe, 15. september - 4. oktober 1944 (P-47 Thunderbolt)
- 36. jagergruppe, 1. – 27. oktober 1944 (P-47 Thunderbolt)
- 367. jagergruppe, 28. oktober 1944 - 1. februar 1945 (P-38 Lightning)
- 368. jagergruppe, 27. december 1944 - 5. januar 1945 (P-47 Thunderbolt)
- 410. bombegruppe, februar – maj 1945 (A-20 Havoc)

Hver gruppe havde tre eller fire kampeskadriller på flyvepladsen, hvilket gjorde Juvincourt til en af de største og mest aktive USAAF-flybaser i Europa, udenfor England. Angreb på tyske landstyrker, broer, flyvepladser, jernbaner og andre interessante mål blev udført af Thunderbolts mens de allierede landstyrker rykkede østpå ind i Luxembourg og gennem Westwall ind i Tyskland. Hertil kom, at Royal Air Force også benyttede Juvincourt, men enheder og fly kendes i øjeblikket ikke.
Da krigen sluttede, blev Juvincourt fortrinsvis en transportflyveplads, som også blev anvendt af RAF til hjemtransport af britiske, australske og newzealandske krigsfanger. Disse transporter foregik ved hjælp af Lancaster-bombefly fra No 463 og 467 Squadrons, RAAF sammen med 186 og 50 Squadrons RAF (operation Exodus).
Flyvepladsen blev givet tilbage til franskmændene den 2. juli 1945.

### Efter krigen
Efter at basen var kommet under fransk kontrol lå den øde i adskillige år. Der var meget ueksploderet ammunition på stedet, som skulle fjernes, og det samme skulle vragene af tyske og amerikanske fly. Mange af bygningerne på basen var blevet ødelagt under allierede luftangreb, og selv om nogle var blevet repareret af de amerikanske ingeniørtropper, lå de fleste i ruiner. Selv om det var en fransk flybase fra før krigen, ville det franske luftvåben ikke have noget at gøre med en tysk flyveplads på fransk grund. Som følge heraf udlejede luftfartsministeriet jord, landingsbaner, bygninger m.v. til landmænd til anvendelse indenfor landbruget, og sendte ammunitionsryddere ind for at fjerne farlig ammunition.
I 1950 blev basen som følge af koldkrigstruslen fra Sovjetunionen tilbudt United States Air Force af luftfartsministeriet, som led i Frankrigs NATO-forpligtelse til at opbygge en moderne flybase på stedet. Der blev gennemført noget byggeri, herunder støbning af en 2.400 meter lang jet-landingsbane (05/23) syd for den hidtidige flyveplads, foruden områder til spredning af fly i hver ende af landingsbanen. Byggeriet blev imidlertid aldrig færdiggjort på grund af de høje omkostninger ved at bryde lejeaftalerne med landmændene og de høje omkostninger ved at fjerne de tyske betonlandingsbaner og andre faciliteter. Det var billigere at bygge en flybase et andet sted og jorden blev simpelthen solgt til private interesser.

## I dag
I dag er flyvepladsen i Juvincourt et stille sted, som fortrinsvis består af marker. Hovedvejen N44 krydser flyvepladsen i den sydvestlige del.
Af de tre betonlandingsbaner, som blev anlagt af Luftwaffe er det kun den nordvestlig/sydøstlige (17/35), som stadig findes i fuld længde og bredde, om end nogle sektioner er blevet fjernet i årenes løb. Mange lappede bombekrater kan ses i betonen. En betydelig del af den øst/vestlige landingsbane (09/27) findes stadig, også med mange lapper, men 05/23 landingsbanen er næsten forsvundet. En meget lille del kan imidlertid ses midt på en mark 49°26′03.80″N 003°52′03.26″Ø / 49.4343889°N 3.8675722°Ø som forbindelse mellem to ensporede markveje, som er de resterende smalle betonbaner fra den tidligere landingsbane, hvis fulde bredde kan ses i ændringer i terrænet langs vejen. Den omkransende rullebane findes også som enkeltsporede betonmarkveje. Forbindende rullebaner på flyvepladsen findes også i samme tilstand.
Et interessant sted 49°26′07.27″N 003°52′27.84″Ø / 49.4353528°N 3.8744000°Ø kan ses midt på flyvepladsen. Det er en betoncirkel i en ring, som viser verdenshjørnerne på kompasset. Den havde forbindelse til en rullebane og blev brugt til at svaje flyenes kompasser. Kontroltårnet af beton er i dag en restaurant, som er forbundet med noget der lader til at være en bygning fra krigens tid, og ligger i dag på den vestlige side af N44. Omkring 1 km mod nordvest, også langs N44 ligger der en britisk soldaterkirkegård fra 1. verdenskrig 49°25′50.23″N 003°51′48.53″Ø / 49.4306194°N 3.8634806°Ø med faldne fra skyttegravene på Vestfronten, som forløb i nærheden af området. Nær kirkegården er der betonbeskyttelsesrum, som tyskerne opførte og forstærkede som beskyttelse for personellet under de hyppige allierede luftangreb.
Skovområdet sydvest for flyvepladsen 49°25′42″N 003°51′53″Ø / 49.42833°N 3.86472°Ø, langs N44 er der hvor de tyske flyværksteder blev opført. Der ligger stadig mange bygninger i skovene i forskellige grader af forfald. Næsten alle var bygget i beton. Dette område er nu privat og der er adgang forbudt. Skovene rummer også underjordiske beskyttelsesrum, betonhangarer, ruiner af barakker, værksteder og andre bygninger. Billeder af disse bygninger kan ses her: På luftfotografier kan resterne af rullebaner og parkeringsområder ses. Jernbanesporet 49°26′10.27″N 003°51′09.24″Ø / 49.4361861°N 3.8525667°Ø kan stadig ses på luftfotografier, men skinnerne er for længst fjernet.
I kommunen Juvincourt-et-Damary, nordøst for flyvepladsen er der adskillige bygninger, som lader til at være rester af tidligere militærbarakker og beskyttelsesrum. 49°26′33.33″N 003°53′25.25″Ø / 49.4425917°N 3.8903472°Ø, 49°26′35.67″N 003°53′28.13″Ø / 49.4432417°N 3.8911472°Ø, 49°26′46.24″N 003°53′12.56″Ø / 49.4461778°N 3.8868222°Ø. Nogle er forladt, mens nogle bruges af byens borgere.
Sydøst for krigstidens flyveplads ligger den landingsbane til jetfly m.m., som blev bygget da Juvincourt blev foreslået som NATO-flyvebase. I dag ejes den af Robert Bosch GmbH og bruges som center for afprøvning af biler.

## Eksterne kilder
- Juvincourt Flyveplads Arkiveret 13. august 2009 hos  Wayback Machine (fransk)

Indeholder mange billeder af ruinerne af flyvepladsen, mange i afspærrede områder, som ikke er tilgængelige for offentligheden.
- Der Flugplatz Juvincourt  (tysk)

Indeholder mange billeder af flyvepladsen og basen mens den blev anvendt af Luftwaffe, og har detaljerede beskrivelser af de enheder og fly der var stationeret der.